# Jaka Madina
Jaka Madina är en ort i Gambia. Den ligger i regionen Upper River, i den östra delen av landet, 240 km öster om huvudstaden Banjul. Antalet invånare var 191 vid folkräkningen 2013.